# La Côte-d'Arbroz
 La Côte-d'Arbroz  es una comuna y población de Francia, en la región de Ródano-Alpes, departamento de Alta Saboya, en el distrito de Bonneville y cantón de Taninges.
Su población en el censo de 1999 era de 176 habitantes.
Está integrada en la Communauté de communes de la Vallée d'Aulps.

## Demografía
| 192 | 184 | 181 | 153 | 160 | 176 |
| Para los censos de 1962 a 1999 la población legal corresponde a la población sin duplicidades (Fuente: INSEE [Consultar]) |     |     |     |     |     |